# معاملة المثليين في إيران
يواجه الأشخاص من المثليين والمثليات ومزدوجي التوجه الجنسي والمتحولين جنسياً (اختصاراً: مجتمع الميم) في إيران تحديات قانونية واجتماعية لا يواجهها غيرهم من المغايرين جنسيا. في حين يمكن للأشخاص تغيير جنسهم قانونيا، إلا أن النشاط الجنسي بين الرجال وبين النساء غير قانوني في إيران، يواجه الرجال الذين يمارسون الجنس مع الرجال عقوبة الإعدام. يواجه الأشخاص من مجتمع الميم وصمة عار بين السكان. كما أن المنازل التي يعيش فيها الشركاء المثليون غير مؤهلة للحصول على نفس الحماية القانونية المتاحة للأزواج المغايرين، مع وجود عدة تقارير تتحدث عن مستوى عالي من التمييز والانتهاكات ضد مجتمع الميم.
تعارضت حقوق المثليين مع قانون العقوبات منذ الثلاثينيات. في إيران ما بعد الثورة، يُحظر أي نوع من النشاط الجنسي خارج إطار الزواج بين المغايرين. يعاقب على النشاط الجنسي المثلي بالسجن، العقوبة البدنية، أو الإعدام. واجه الرجال المثليون إجراءات إنفاذ أكثر صرامة بموجب القانون من النساء المثليات.
يتم الاعتراف بهوية المتحولين جنسيا من خلال جراحة إعادة تحديد الجنس. يتم دعم جراحة إعادة تحديد الجنس جزئيًا من الناحية المالية من قبل الدولة. تعرض بعض الأفراد المثليين في إيران للضغوط لإجراء جراحة إعادة تحديد الجنس من أجل تجنب الاضطهاد القانوني والاجتماعي. تنفذ إيران عمليات إعادة تعيين جنس أكثر من أي دولة أخرى في العالم بعد تايلاند.

## تاريخ المثليين في إيران
حوالي 250 قبل الميلاد، وخلال الإمبراطورية الفرثية، كتب النص الزرادشتي «فينديداد» (بالإنجليزية: Vendidad)‏. ويحتوي على أحكام تشكل جزءًا من المدونة الجنسية التي تروج للنشاط الجنسي الإنجابي وتفسر على أنها تحظر ممارسة الجنس المثلي وتعتبره خاطئا. يشير التعليق القديم على هذا المقطع إلى أن الذين يشاركون في السدومية يمكن أن يُقتلوا دون إذن من رئيس كهنة. ومع ذلك، يشهد المؤرخون اليونانيون منذ القرن الخامس وما بعده على تقليد قوي للمثلية الجنسية في إيران، وبالتالي فإن الحظر لم يكن له تأثير يذكر على المواقف الإيرانية أو السلوك الجنسي خارج صفوف الزرادشتيين المتدينين في ريف شرق إيران.
هناك قدر كبير من الأدب باللغة الفارسية التي تحتوي على رسوم توضيحية مثلية صريحة. وهناك عدد قليل الفارسية قصائد الحب والنصوص، كتابا «بوستان» وكليستان لأحد أبرز شعراء الفرس في العصور الوسطى سعدي الشيرازي تم تفسيرها على أنها قصائد شبقية مثلية.
تحت حكم محمد رضا شاه، آخر ملوك أسرة بهلوي، تم التسامح مع المثلية الجنسية، حتى لدرجة السماح بتغطية الأخبار لحفل زفاف مثلي. جادلت جانيت عفاري بأن ثورة 1979 كانت مدفوعة جزئياً بالغضب الأخلاقي ضد حكومة الشاه، وخاصة ضد حفل زواج مثلي بين شابين تربطهما صلات بالمحكمة. تقول إن هذا يفسر قسوة القمع ضد المثليين في إيران. بعد ثورة 1979، أُعدم الآلاف من الناس علنًا، بمن فيهم المثليون جنسياً.

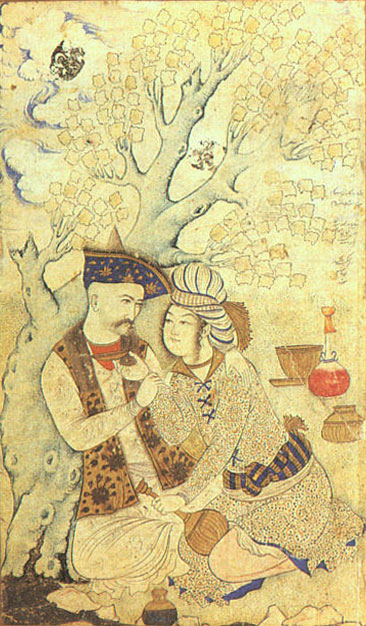
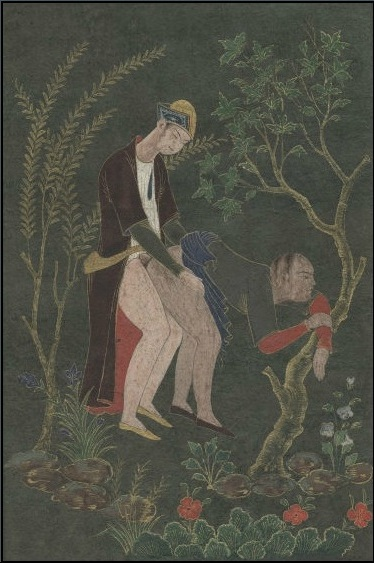
منمنمة فارسية من الدولة الصفوية من عام 1720، تصور رجلين يمارسان الجنس الشرجي. معهد كينزي، بلومنغتون.
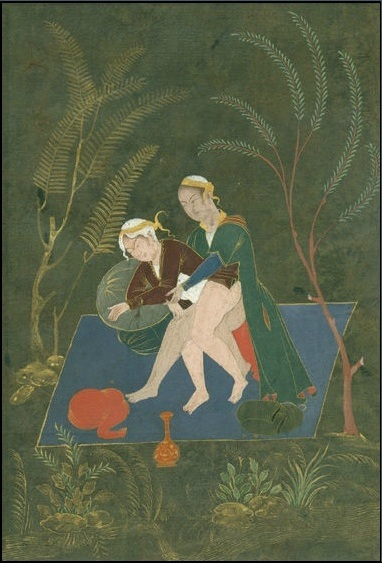
منمنمة فارسية من الدولة الصفوية من عام 1660، تصور رجلين يمارسان الجنس الشرجي. معهد كينزي، بلومنغتون.
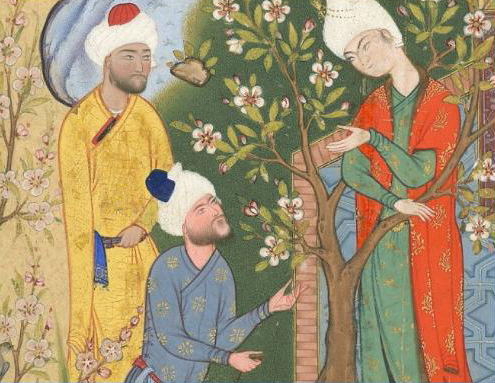
تصوير شاب يتحدث مع الخاطبين من كتاب الشعر "العروش السبعة" للشاعر الصوفي عبد الرحمن الجامي، في قصة "أب ينصح ابنه عن الحب". معهد سميثسونيان، واشنطن العاصمة.
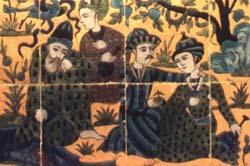
رجال وشباب مصورون على لوحة خزفية صفوية من الأربعين عمودا، أصفهان. متحف اللوفر، باريس.

## قانونية النشاط الجنسي المثلي
منذ ثورة 1979، اعتمد القانون على الشريعة الإسلامية. أي نشاط جنسي يحدث خارج الزواج بين المغايرين (أي اللواط أو الزنا) غير قانوني. يتم تجريم النشاط الجنسي المثلي التي تحدث بين البالغين المتوافقين وتحمل عقوبة الإعدام القصوى. غالبًا ما تؤدي الأنشطة الجنسية المثلية بالقوة (أي الاغتصاب) إلى الإعدام. عقوبة الإعدام قانونية بالنسبة لمن هم فوق 18 عامًا، وإذا تم ارتكاب جريمة قتل، فهي قانونية في سن 15 عامًا. ووافق عليها البرلمان في 30 يوليو 1991، وصادق عليها مجلس صيانة الدستور نهائيًا في 28 نوفمبر 1991، المواد 108 حتى 140 تتعامل بوضوح مع الأنشطة الجنسية المثلية وعقوباتها بالتفصيل.

### النشاط الجنسي المثلي بين الرجال
وفقا للمواد 108 إلى 113، يمكن أن يكون اللواط (lavāt) في ظروف معينة جريمة يعاقب عليها كلا الشريكين بالإعدام. إذا كان المشاركون راشدين، يتمتعون بالعقل السليم وموافقين، فإن طريقة الإعدام هي أن يقرر القاضي. إذا كان شخص واحد ليس موافقا (أي الاغتصاب)، فإن العقوبة تنطبق فقط على المغتصب. يخضع الشخص غير البالغ الذي يشارك في اللواط بالتراضي لعقوبة قدرها 74 جلدة. تؤكد المواد من 114 إلى 119 أن اللواط أثبت أنه إذا اعترف الشخص أربع مرات بارتكاب اللواط أو بشهادة أربعة رجال صالحين. شهادة النساء لوحدهن أو مع رجل لا تثبت اللواط. وفقًا للمادتين 125 و 126، إذا ثبت أن اللواط أو أي جريمة أقل من ذلك المشار إليها أعلاه بالاعتراف وتوب الشخص المعني، يجوز للقاضي أن يطلب العفو عنه. إذا تاب الشخص الذي ارتكب أقل الجرائم المشار إليها أعلاه قبل أن يتقدم الشهود بالشهادة، تُلغى العقوبة. يجوز للقاضي معاقبة الشخص على جرائم أقل حسب تقديره.

### النشاط الجنسي المثلي بين الإناث
وفقًا للمواد 127 و 129 و 130، فإن عقوبة ممارسة النشاط الجنسي المثلي بين الإناث «المساحقة» (mosāheqe) والتي تشمل أشخاصاً بالغين وذوي عقل سليم وموافقين، هي 50 جلدة. إذا تكرر الفعل ثلاث مرات وفُرضت العقوبة في كل مرة، فستطبق عقوبة الإعدام في المرة الرابعة. تؤكد المادة 128 على أن طرق إثبات ممارسة الجنس المثلي بين الإناث في المحكمة هي نفسها فيما يتعلق باللواط. تقول المادة 130 إن المسلمين وغير المسلمين يخضعون للعقاب. وفقا للمادتين 132 و 133، فإن قواعد إلغاء الأحكام، أو العفو، هي نفسها بالنسبة للجرائم الجنسية المثلية بين الرجال. وفقًا للمادة 134، قد تتعرض النساء اللائي «يقفن عاريات تحت غطاء واحد دون ضرورة» وليسن أقرباءهن إلى عقوبة تصل إلى 50 جلدة.

#### الاغتصاب
يعاقب على الاغتصاب (تجاوز، زنا بعنف، tajāvoz, zenā be onf) بالإعدام شنقا. ما بين 10% إلى 15% من عمليات الإعدام في إيران مخصصة للاغتصاب. يجوز لضحية الاغتصاب تسوية القضية بقبول التعويض (جيرات، jirat) مقابل سحب التهم أو مسامحة المغتصب. وهذا يشبه الدية، ولكنه يساوي مهر المرأة. يمكن للمرأة أيضا الحصول على دية لإصابات لحقت بها. في العادة، لا يزال المغتصب يواجه عقوبات تعزيرية، مثل 100 جلدة وفترة عقوبة السجن بسبب أفعال غير أخلاقية، وغالباً ما يواجه عقوبات إضافية على الجرائم الأخرى المرتكبة إلى جانب الاغتصاب، مثل الاختطاف والاعتداء وتعطيل النظام العام.
في 19 يوليو 2005، تم شنق مراهقين وهما محمود أصغري وأياز مرهوني من مقاطعة خراسان علنا أدانتهما المحكمة باغتصاب صبي يبلغ من العمر 13 عامًا. جذبت القضية اهتمام وسائل الإعلام الدولية، زعمت منظمة المثليين الربيطانية آوترايج! أن المراهقين أُعدموا بسبب أعمال جنسية مثلية بالتراضي وليس للاغتصاب. كان هناك خلاف في وسائل الإعلام حول ما إذا كانت عمليات إعدام المراهقين، أو إعدام ثلاثة رجال آخرين أُعدموا في عام 2011 في مقاطعة خوزستان، تعاقب على جرائم أخرى أو نفذت على وجه التحديد بسبب النشاط الجنسي المثلية. بينما أدانت هيومن رايتس ووتش إعدامات المراهقين، ذكرت «لا يوجد دليل على أن هذا كان عملاً توافقيًا»، ولاحظ أن «الجزء الأكبر من الأدلة يشير إلى أن الشباب حوكموا بتهمة اغتصاب طفل يبلغ من العمر 13 عامًا، مع الإيحاء بأنهم قد حوكموا بسبب نشاط جنسي مثلي بالتراضي يبدو أنه يعتمد كليًا تقريبًا على سوء الترجمة وعلى تقارير الأخبار العاجلة التي تضخمها الصحافة الغربية». كما ذكرت أنها «تشعر بالانزعاج الشديد إزاء اللامبالاة الظاهرة للعديد من الناس بالاغتصاب المزعوم لطفل عمره 13 عامًا».
وفقًا لتقدير المحكمة الإيرانية، يتم تنفيذ الغرامات وأحكام السجن والعقوبة البدنية بدلاً من عقوبة الإعدام، ما لم تكن الجريمة بمثابة اغتصاب.
وقد استخدمت تهم ممارسة النشاط الجنسي المثلي في مناسبات قليلة في الجرائم السياسية. وقد تم إقران تهم أخرى بجريمة اللواط، مثل الاغتصاب أو الأفعال ضد الدولة، ويتم الحصول على الإدانات في محاكمات معيبة للغاية. في 14 مارس 1994، اتُهم الكاتب المنشق الشهير علي أكبر سعيدي السرجاني بارتكاب جرائم تتراوح بين تهريب المخدرات والتجسس إلى النشاط المثلي. توفي في السجن في ظل ظروف غير معروفة.

#### عقوبة الإعدام

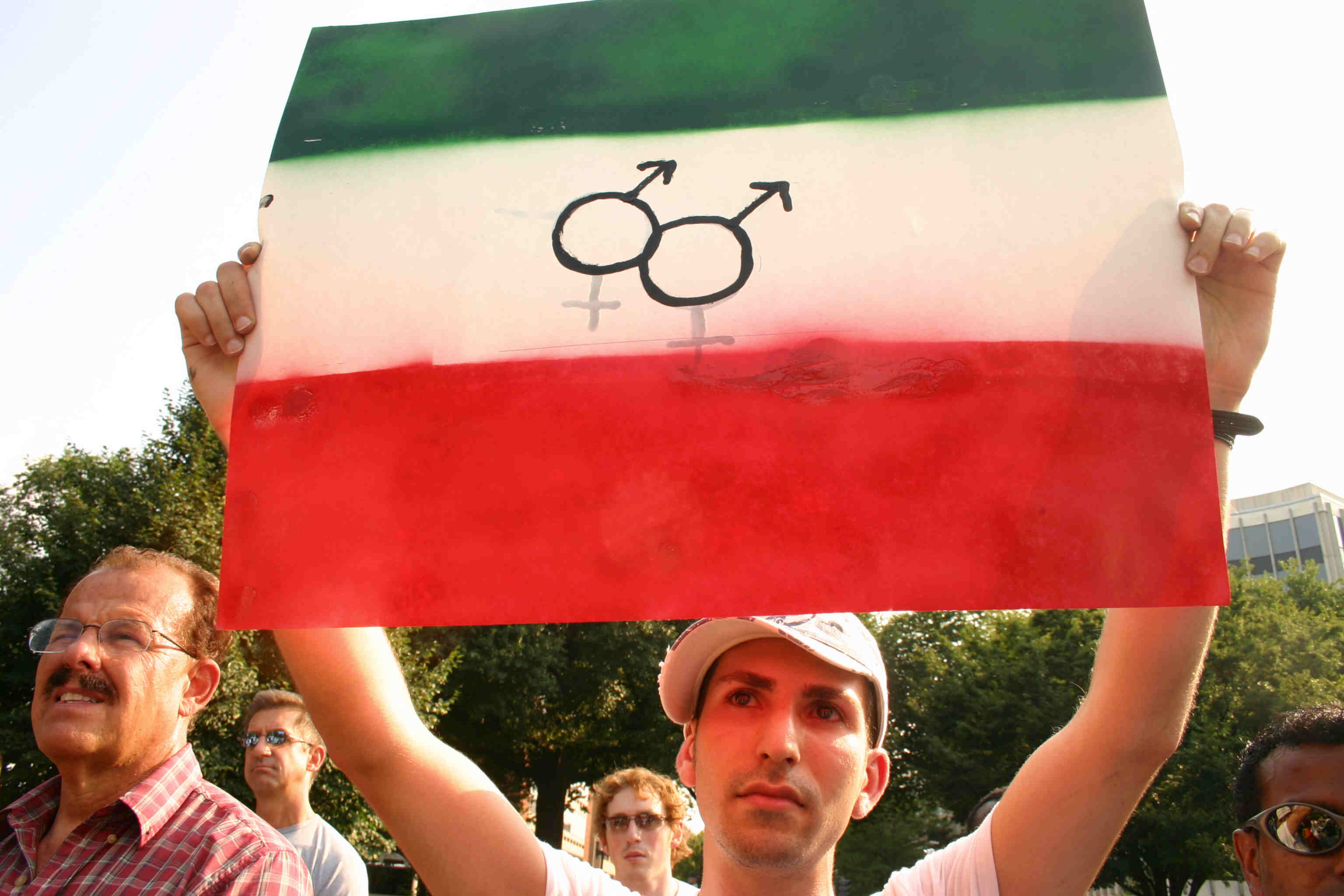
متظاهر ضد إعدام المثليين في إيران. واشنطن العاصمة. 19 يوليو 2006.

يزعم بعض نشطاء حقوق الإنسان والمعارضين للحكومة في إيران أن ما بين 4,000 و 6,000 من الرجال المثليين والنساء المثليات قد أُعدموا في إيران بسبب جرائم تتعلق بتوجههم الجنسي منذ عام 1979. وفقًا لمؤسسة بوروماند، هناك سجلات 107 على الأقل الإعدام بتهم تتعلق المثلية بين عامي 1979 و 1990. ووفقا ل منظمة العفو الدولية، أعدم لا يقل عن 5 أشخاص أدينوا «الميول الجنسية»، ثلاثة رجال وامرأتين، في يناير 1990، نتيجة لسياسة الحكومة في الدعوة إلى إعدام أولئك الذين «يمارسون المثلية الجنسية».
في اجتماع في نوفمبر 2007 مع نظيره البريطاني، اعترف عضو البرلمان الإيراني محسن يحيوي بأن الحكومة في إيران تؤمن بعقوبة الإعدام بسبب المثلية الجنسية. وفقا ليحيوي، يستحق المثليون التعذيب أو الإعدام أو كلاهما. أثار إعدامه انتقادات دولية لأنها انتهكت اثنين من المعاهدات الدولية التي وقعتها الحكومة في إيران لتحريم عقوبة الإعدام على جرائم ارتكبها القصر، وهي العهد الدولي الخاص بالحقوق المدنية والسياسية واتفاقية حقوق الطفل.

#### اللواط
قلة من المشاركين المتوافقين على اللواط (lavāt) حُكم عليهم بالإعدام، ولكن قبل عام 2012، يمكن أن يحصل كلا الشريكين على عقوبة الإعدام. في 15 مارس 2005، ذكرت صحيفة اعتماد اليومية أن المحكمة الجنائية في طهران حكمت على رجلين بالإعدام بعد اكتشاف شريط فيديو يظهر مشاركتهما في أعمال جنسية. زُعم أنه تم شنق رجلين علنًا في بلدة جرجان في شمال البلاد بتهمة اللواط في نوفمبر 2005. في يوليو 2006، تم إعدام شابين في شمال شرق إيران لارتكابهما «جرائم جنسية»، ربما بسبب أفعال جنسية مثلية بالتراضي. في 16 نوفمبر 2006، أفادت وكالة الأنباء التي تديرها الدولة بالإعدام العلني لرجل أدين باللواط في مدينة كرمانشاه.

### الاعتقالات
في 23 يناير / كانون الثاني 2008، قُبض على حمزة شاوي، 18 عامًا، ولقمان حمزة شهبور، 19 عامًا، في سردشت بمحافظة أذربيجان الغربية بتهمة ممارسة المثلية الجنسية. بدأ التماس عبر الإنترنت لإطلاق سراحهم يتداول حول الإنترنت. على ما يبدو، اعترفا للسلطات بأنهما كانا في علاقة حب جنسية، مما دفع المحكمة إلى توجيه تهم «محارب» («شن حرب ضد الله») واللواط ضدهما.
تم الإبلاغ عن حملة قمع في أصفهان، ثالث أكبر مدينة في إيران. في 10 أيار/مايو 2007، اعتقلت شرطة أصفهان 87 شخصًا في حفل عيد ميلاد، من بينهم 80 من الرجال المثليين المشتبه بهم، وقاموا بضربهم واحتجازهم خلال عطلة نهاية الأسبوع. تم إطلاق سراح جميع الرجال باستثناء 17. ويعتقد أن أولئك الذين ظلوا رهن الاحتجاز يرتدون ملابس النساء. تم إصدار صور للضرب بواسطة منظمة إيرانيان رايلروود فور كوير ريفيجيس (بالإنجليزية: Iranian Railroad for Queer Refugees)‏ التي تتخذ من تورونتو مقراً لها. وفقًا لهيومن رايتس ووتش، في فبراير/شباط 2008، داهمت الشرطة في أصفهان طرفًا في منزل خاص واعتقلت 30 رجلاً احتُجزوا لأجل غير مسمى دون محامٍ للاشتباه في قيامهم بممارسة المثلية الجنسية.
في أبريل/نيسان 2017، قُبض على 30 رجلاً في مداهمة في مقاطعة أصفهان «بتهمة اللواط وشرب الكحول وتعاطي المخدرات».

## الاعتراف القانوني بالعلاقات المثلية
لا يتم الاعتراف بزواج المثليين أو الاتحادات المدنية في إيران. غالباً ما تمارس العائلات الإيرانية التقليدية نفوذاً قوياً في من ومتى يتزوج أطفالهم وحتى في المهنة التي يختارونها. قليل من المثليين الإيرانيين يعلنون عن مثليتهم إلى العائلة خوفًا من التعرض للرفض. لا يوجد تشريع للحماية من التمييز أو العنف بدافع التحيز على أساس التوجه الجنسي أو الهوية الجندرية.
تميل العائلات الإيرانية التقليدية إلى منع أطفالها من المواعدة، لأنها ليست جزءًا من الثقافة الإيرانية، رغم أن هذا أصبح أكثر تسامحًا بين الليبراليين. في عام 2004، تم إصدار فيلم مستقل، من إخراج ماريام كيشافارز، والذي درس العادات المتغيرة للشباب الإيراني عندما يتعلق الأمر بالجنس والمواعدة.
غالباً ما يخاف الشركاء المثليون الإيرانيون من رؤيتهم سويًا في العلن، ويفيدون أن مجتمع المثليين يصور على نطاق واسع خطأ على أنهم من المتحرشين الأطفال، والمغتصبين، والمرضى. من بين الألفاظ الإيرانية المهينة «إيواخاهار» "evakhahar"، وتعني عادة الرجل مثلي الجنس المتأنث الذي يبحث عن الجنس العرضي في الأماكن العامة.

## الهوية الجندرية والتعبير عنها
تنص المادة 20 في الفقرة 14، يمكن للشخص الذي أجرى جراحة إعادة تحديد الجنس تغيير اسمه ونوع جنسه بشكل قانوني في شهادة الميلاد بناءً على أمر من المحكمة.
أولئك الذين يؤيدون بشكل شرعي أن يكونوا قادرين على إعادة تحديد جنس الشخص يستعينون جراحياً بالمادة 215 من القانون المدني الإيراني، مشيرين إلى أن أفعال كل شخص يجب أن تخضع لمنفعة عقلانية، مما يعني أن جراحة إعادة تحديد الجنس ستكون في مصلحة من يستأنف للحصول على الدعم الحكومي. ومع ذلك، تتضمن التحذيرات الحاجة إلى الحصول على موافقة طبية من طبيب يدعم التنافر بين الجنس المعين وجنسه الحقيقي.
على الرغم من أنه يتم الاعتراف بها من قبل الزعيم الأعلى الحالي في إيران، آية الله العظمى علي خامنئي، آية الله العظمى يوسف المدني التبريزي يعتبر أن جراحة إعادة تحديد الجنس على أنها «غير قانونية» و «غير مسموح بها بموجب الشريعة الإسلامية». تشمل أسباب معارضته تغيير خلق الرب وتشويه الأعضاء الحيوية باعتبارهما غير قانونيين.
في الإسلام، يستخدم مصطلح المخنثون mukhannathun لوصف الأشخاص الذين يختلفون جندريا، وعادة ما يكون هؤلاء من المتحولين جنسيا الذين ينتقلون من الذكور إلى الإناث. لا يحدث هذا المصطلح ولا ما يعادلها لـ «الخصي» في القرآن، ولكن المصطلح يظهر في الحديث، أقوال محمد، التي لها وضع ثانوي في النص الإسلامي. علاوة على ذلك، في الإسلام، هناك تقليد في صياغة وصقل العقائد الدينية الممتدة من خلال فتاوى العلماء.
في حين أن إيران تجرم النشاط الجنسي المثلي، فإن المفكرين الشيعة الإيرانيين مثل آية الله روح الله الخميني سمحوا للمتحولين جنسياً بإعادة تحديد جنسهم حتى يتمكنوا من الدخول في علاقات جنسية مغايرة. هذا الموقف أكده المرشد الأعلى الحالي لإيران، آية الله علي خامنئي، ويدعمه أيضًا العديد من رجال الدين الإيرانيين الآخرين. وتدفع الدولة جزءًا من تكلفة جراحة إعادة تحديد الجنس.
منذ منتصف الثمانينات، شرعت الحكومة الإيرانية بممارسة جراحة إعادة تحديد الجنس (بموجب موافقة طبية) وتعديل الوثائق القانونية ذات الصلة لتعكس نوع الجنس المعاد تعيينه. في عام 1983، أصدر الخميني فتوى تسمح بعمليات جراحة إعادة تحديد الجنس كعلاج لل«متحولين جنسياً الذين تم تشخيصهم»، مما يسمح لأن تصبح هذه الممارسة قانونية. صدر هذا المرسوم الديني لأول مرة لمريم خاتون ملك أرا، التي أصبحت منذ ذلك الحين زعيمة منظمة المتحولين جنسيا الإيرانيين. حجة الإسلام القرميني، هو رجل دين إسلامي متوسط المستوى في إيران، مدافع آخر عن حقوق المتحولين جنسياً، وقد دعا علانية إلى احترام أكبر لحقوق المتحولين جنسياً في إيران. ومع ذلك، لا يزال تغيير الجنس موضوعًا محظورًا في المجتمع الإيراني، ولا توجد قوانين لحماية المتحولين جنسياً بعد العمليات الجراحية من التمييز.
تعرض بعض الأفراد المثليين في إيران للضغوط لإجراء جراحة إعادة تحديد الجنس من أجل تجنب الاضطهاد القانوني والاجتماعي. أبرز فيلم طناز اسحاقیان لعام 2008 «كن مثل الآخرين» هذا الأمر. يستكشف الفيلم الوثائقي قضايا الجنس والهوية الجندرية بينما يتابع القصص الشخصية لبعض المرضى في عيادة إعادة تحديد الجنس في طهران. تم عرض الفيلم في مهرجان صاندانس السينمائي ومهرجان برلين السينمائي الدولي، وفاز بثلاث جوائز. تكتشف رواية «إذا كنت تستطيع أن تكون ملكي» ل«سارة فاريزان» العلاقة بين فتاتين صغيرتين، سحر ونصرين، اللتان تعيشان في إيران من خلال الهوية الجنسية وإمكانية إجراء جراحة إعادة تحديد الجنس. من أجل أن تكون الاثنان في علاقة مفتوحة، تدرس سحر إجراء العملية الجراحية ليكونا في حدود القانون الذي يسمح بالعلاقات بعد الانتقال فقط بين الذكر والأنثى.

## الرقابة
في عام 2002، تم حظر كتاب بعنوان «لعبة الحضور» (بالإنجليزية: Witness Play)‏ للكاتب قورش شاميسا من الأرفف (على الرغم من الموافقة عليه مبدئيًا) لأنه قال إن بعض الكتّاب الفارسيين البارزين كانوا مثليين أو مزدوجي التوجه الجنسي.
في عام 2004، أقرضت الحكومة في إيران مجموعة إيرانية من الأعمال الفنية تم إغلاقها منذ ثورة 1979 من قبل معرض «تايت بريتان» لمدة ستة أشهر. اشتمل العمل الفني على عمل فني يحتوي على شبقية مثلية صريح لفرانسيس بيكون وصرحت الحكومة في إيران أنه عند عودته، سيتم عرضها في إيران.
في عام 2005، أغلقت الحكومة الجريدة
الإصلاحية الإيرانية «شرق» بعد أن أجرت مقابلة مع كاتب إيراني، يعيش في كندا. على الرغم من أن المقابلة لم تذكر مطلقًا التوجه الجنسي ل«ساغي غريمان»، فقد نقلتها عن ذلك قائلة إنه «يجب أن تكون الحدود الجنسية مرنة ... فالأخلاق تفرضها الثقافة على الجسم». هاجمت الصحيفة المحافظة كايهان المقابلة والصحيفة، «أجرت شرق مقابلة مع هذا المثلي بينما كانت على دراية بهويتها الجنسية المريضة وآرائها المنشقة وشخصيتها الإباحية.» لتفادي الإغلاق الدائم، أصدرت الصحيفة اعتذارًا عامًا تفيد بعدم علمها ب«السمات الشخصية» للمؤلف ووعدت ب«تفادي هؤلاء الأشخاص ومنظماتهم».

## الأحزاب والجماعات السياسية في المنفى
لا تسمح الحكومة في إيران لأي حزب أو منظمة سياسية بدعم حقوق المثليين. انخفض الدعم السري لحقوق المثليين في إيران إلى بضع من المنظمات السياسية المنفية.
موقع حزب الخضر الإيراني على الإنترنت ينص في ترجمة باللغة العربية على أن «كل مواطن إيراني متساو بموجب القانون، بغض النظر عن الجنس أو السن أو العرق أو الجنسية أو الدين أو الحالة الزوجية أو التوجه الجنسي أو المعتقدات السياسية» ويدعو إلى «الفصل بين الدولة والدين».
موقع الحزب الشيوعي العمالي الإيراني على الإنترنت ينص في ترجمة باللغة العربية على دعم حق «جميع البالغين من النساء أو الرجال» ليكونوا «أحرارا تماما في اتخاذ قرار خلال العلاقات الجنسية مع غيرهم من الكبار. العلاقة التوافقية بين البالغين هي شأنهم الخاص وليس لأي شخص أو سلطة الحق في التدقيق فيه أو التدخل فيه أو جعله عامًا».
عبر كل من "حزب "طريق العمال" اليساري و"حزب الحدود المجيدة" الليبرالي و"الحزب الدستوري الإيراني" ليمين الوسط جميعهم عن دعمهم للفصل بين الدين والدولة، مما قد يعزز حقوق المثليين.

## حراك حقوق المثليين

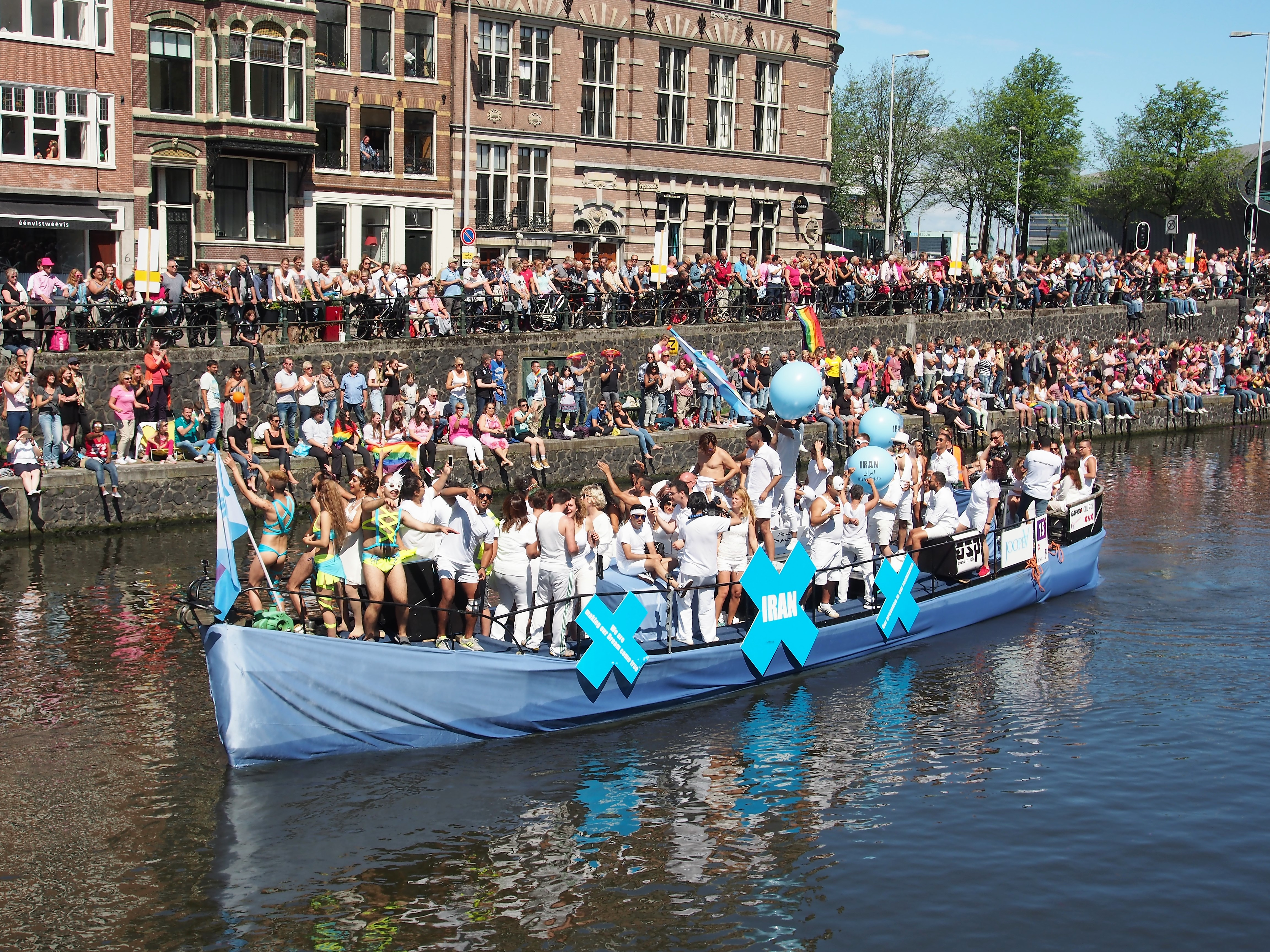
القارب رقم 15 الخاص بإيران، 2017 في فخر أمستردام

في عام 1972، ألقى الباحث سافيز شافاي محاضرة عامة عن المثلية الجنسية في جامعة شيراز، وفي عام 1976 قام بالبحث في التوجه الجنسي والقضايا الجندرية في جامعة سيراكيوز. في التسعينيات، انضم إلى أول مجموعة لحقوق الإنسان للإيرانيين المثليين، "HOMAN"، واستمر في عمله حتى وفاته بسبب السرطان في عام 2000.
في عام 2001، تأسست منظمة حقوق المثليين الإيرانيين على الإنترنت تسمى «رينبو» من قبل أرشام بارسي، وهو ناشط إيراني مثلي، تتبعه منظمة سرية تدعى «منظمة المثليين والمثليات الفارسيين». في عام 2008، تمت إعادة تسمية هذه المجموعة باسم إيرانيان رايلروود فور كوير ريفيجيس (بالإنجليزية: Iranian Railroad for Queer Refugees)‏. بينما اضطر مؤسس هذه المجموعة إلى الفرار من إيران ومواصلة عمله في المنفى، هناك حركة حقوق المثليين سرية في إيران.
بدأ علي مافي، وهو فنان كوميدي من أصل إيراني مثلي الجنس، مسيرته المهنية في عام 2016. في جميع عروضه، يذكر علي وضعه كمواطن إيراني والتزامه بأن يكون فخوراً بما هو عليه. يقيم علي حاليًا في سان فرانسيسكو، كاليفورنيا، التي تستضيف مجتمعًا بارزًا للمثليين.
في عام 2007، أنتج هيئة الإذاعة الكندية فيلماً وثائقياً قابل العديد من الإيرانيين المثليين الذين تحدثوا عن كفاحهم.
خلال الاحتجاجات ضد نتائج انتخابات إيران الرئاسية 2009، أفيد أن العديد من الإيرانيين المثليين علنا انضموا إلى حشود من المتظاهرين في المملكة المتحدة ورحبوا بمواقف إيجابية في الغالب تجاه حقوق المثليين.
في عام 2010، أعلنت مجموعة من نشطاء المثليين داخل إيران يومًا يعرف بيوم فخر إيران. اليوم هو يوم الجمعة الرابع من شهر يوليو ويتم الاحتفال به سنويًا بشكل سري.
في عام 2012، قامت منظمة آوترايت أكشن إنترناشيونال بتطوير مورد عبر الإنترنت للإيرانيين المثليين باللغة الفارسية .
نظمت «جوبيا» (JoopeA) «إيران في فخر أمستردام» ك«قارب إيران» {{هولندية|Iraanse Boot) في فخر أمستردام المثليين المهرجان في عام 2017 وعام 2018. وفاز قارب إيران بجائزة «أفضل فخر أمستردام 2018».

## فيروس نقص المناعة البشرية/الإيدز
على الرغم من الطابع المحافظ للغاية للحكومة في إيران، فإن جهودها لوقف انتشار فيروس نقص المناعة البشرية/الإيدز كانت تقدمية إلى حد كبير. تم الإبلاغ عن التقارير الرسمية الأولى عن الإصابة بفيروس نقص المناعة البشرية/الإيدز في إيران في عام 1987، وتم تشكيل لجنة حكومية، رغم أنه لم يتم البدء في سياسة شاملة إلا في التسعينيات.
في عام 1997، حصل الدكتور أراش علائي وشقيقه كاميار على إذن بفتح مكتب صغير لبحوث فيروس نقص المناعة البشرية/الإيدز بين السجناء ومع بضع سنوات، رغم الاحتجاجات العامة، فقد ساعدوا في فتح أول عيادات عامة لفيروس نقص المناعة البشرية/الإيدز. تمت الموافقة على كتيب، مع شرح الواقي الذكري، وتوزيعها على طلاب المدارس الثانوية. بحلول أواخر التسعينيات، كانت هناك حملة تعليمية شاملة. فتحت العديد من العيادات لتقديم اختبار مجاني وتقديم المشورة. وخصصت أموال حكومية لتوزيع الواقي الذكري على البغايا والإبر النظيفة وإعادة التأهيل من المخدرات للمدمنين والبرامج التي تبث على شاشات التلفزيون والتي تدعو إلى استخدام الواقي الذكري. في حين أن هناك نقصًا، يتم إعطاء الدواء لجميع المواطنين الإيرانيين مجانًا.
انضم إلى الإخوة علائي في حملتهم التعليمية الدكتور مينو محرز، الذي كان أيضًا من أوائل المؤيدين لتعليم فيروس نقص المناعة البشرية/الإيدز، الذي يرأس مركزًا للبحوث في طهران. إلى جانب التمويل الحكومي، موّلت اليونيسف عدة مجموعات إيرانية قائمة على المتطوعين تسعى إلى تعزيز قدر أكبر من التثقيف بشأن الوباء ومكافحة التحامل الذي غالباً ما يتبع الإيرانيين الذين يعانون منه.
في يونيو/حزيران 2008 ، اعتُقل الأخوان علائي، بدون تهمة، من قبل الحكومة في إيران، بعد حضورهما مؤتمراً دولياً حول فيروس نقص المناعة البشرية/الإيدز. ومنذ ذلك الحين اتهمت الحكومة الطبيبين بحضور المؤتمر كجزء من مخطط أكبر للإطاحة بالحكومة.
في عام 2007، ذكرت الحكومة في إيران أن 18,320 إيرانيًا أصيبوا بفيروس نقص المناعة البشرية، مما رفع العدد الرسمي للقتلى إلى 2800، على الرغم من أن النقاد زعموا أن العدد الفعلي ربما يكون أعلى من ذلك بكثير. رسميا، إدمان المخدرات هو الطريقة الأكثر شيوعًا لإصابة الإيرانيين بالعدوى.
على الرغم من وجود برامج تعليمية للعاهرات ومدمني المخدرات، لم يُسمح بأي حملة تعليمية لمجتمع المثليين. في حديثه عن الموقف صرح كافح خوشنود، «بعض الناس سيكونون قادرين على التحدث عن إدمانهم على المخدرات أو أفراد أسرهم، لكنهم يجدون صعوبة بالغة في التحدث عن المثلية الجنسية بأي شكل من الأشكال». «إذا لم تكن تقر بوجودها، فلن تقوم بالتأكيد بتطوير أي برامج [للمثليين]».

## قضايا اللجوء
تلقى بعض الإيرانيين من الطبقة الوسطى تعليمًا في دول غربية. يوجد عدد صغير من المهاجرين الإيرانيين المثليين الذين يعيشون في الدول الغربية. ومع ذلك، فإن معظم محاولات الإيرانيين المثليين لطلب اللجوء في بلد أجنبي بناءً على سياسات الحكومة المناهضة للمثليين قد فشلت، بالنظر إلى أن سياساتها معتدلة مقارنة بحلفاء الولايات المتحدة مثل المملكة العربية السعودية.
في عام 2001 ، رفضت المفوضية السامية للأمم المتحدة لحقوق الإنسان طلبا من رجل إيراني فر من سجن إيراني بعد إدانته وحُكم عليه بالإعدام بسبب جريمة ممارسة الجنس المثلي. جزء من المشكلة في هذه القضية هو أن الرجل دخل البلاد بطريقة غير قانونية وأدين في وقت لاحق بقتل صديقه، بعد أن اكتشف أنه كان غير مخلص معه.
في عام 2005، رفضت الحكومة اليابانية طلب لجوء من رجل مثلي الجنس إيراني. في نفس العام، رفضت الحكومة السويدية أيضًا مطالبة مماثلة من قِبل رجل مثلي الجنس إيراني. تجري هولندا أيضًا مراجعة لسياسات اللجوء الخاصة بها فيما يتعلق بالإيرانيين الذين يدعون أنهم ضحايا للسياسات المعادية للمثليين في إيران.
في عام 2006، توقفت هولندا عن ترحيل الرجال المثليين إلى إيران مؤقتًا. في مارس/آذار 2006، قالت وزيرة الهجرة الهولندية ريتا فيردونك إنه أصبح من الواضح الآن «أنه لا توجد مسألة عمليات إعدام أو أحكام بالإعدام تستند فقط إلى حقيقة أن المدعى عليه مثلي الجنس» ، مضيفة أن المثلية الجنسية لم تكن أبداً التهمة الأساسية ضد الناس. ومع ذلك، في أكتوبر 2006، بعد ضغوط من داخل هولندا وخارجها، غيرت فيردونك موقفها وأعلنت أن الإيرانيين من مجتمع المثليين لن يتم ترحيلهم.
تعرضت المملكة المتحدة لانتقادات بسبب ترحيلها المستمر، لا سيما بسبب التقارير الإخبارية التي توثق الإيرانيين المثليين الذين انتحروا عندما واجهوا الترحيل. وقد أثارت بعض الحالات حملة مطولة لحماية المبعدين المحتملين، مما أدى في بعض الأحيان إلى منح الإيرانيين من مجتمع المثليين منح حق اللجوء، كما في حالات كيانا فيروز و مهدي كاظمي.

### آراء الحكومة حول المثلية
أظهرت وسائل الإعلام الحكومية في إيران كراهيتها تجاه المثلية الجنسية في العديد من المناسبات، ولا يُسمح لأي صحفي أو منفذ إعلامي آخر في إيران بدعم حقوق المثليين. على وجه الخصوص ، وصف موقع مشرق نيوز، وهو موقع إخباري «قريب من منظمات الأمن والمخابرات»، المثليين جنسياً في مقال بأنه «أفراد أصبحوا مضطربين عقليًا في الميول البشرية الطبيعية، وفقدوا توازنهم، ويتطلبون نفسية الدعم والعلاج».
كان لدى موقع برس تي في، وهي قناة إخبارية تلفزيونية باللغة الإنجليزية تملكها إذاعة جمهورية إيران الإسلامية، سياسة مكتوبة تحظر التعليقات المعادية للمثلية الجنسية.
في عام 2007، صرح الرئيس الإيراني السابق محمود أحمدي نجاد، متحدثًا إلى جامعة كولومبيا، أنه «في إيران، ليس لدينا مثليون جنسياً» ، على الرغم من أن متحدثًا رسميًا ذكر لاحقًا أن تعليقاته أسيء فهمها.
في اجتماع في نوفمبر 2007 مع نظيره البريطاني ، اعترف عضو البرلمان الإيراني محسن يحيوي بأن الحكومة في إيران تؤمن بعقوبة الإعدام بسبب المثلية الجنسية. وفقا ليحيوي، يستحق المثليون التعذيب أو الإعدام أو كليهما.
في يونيو 2019، في مؤتمر صحفي عقد في طهران بين محمد جواد ظريف وزير الشؤون الخارجية الإيراني وهايكو ماس وزير الشؤون الخارجية، سأل الصحفي الألماني مثلي الجنس علنا بول رونتزهايمر من التابلويد بيلد ظريف «لماذا يعدم المثليون في إيران بسبب توجههم الجنسي؟»، فدافع ظريف عن إعدام المثليين على«مبادئ أخلاقية»من خلال الرد على أن «مجتمعه لديه مبادئ. ونحن نعيش وفقًا لهذه المبادئ. هذه مبادئ أخلاقية تتعلق بسلوك الناس عمومًا، وهذا يعني أنه يجب إحترام وإطاعة القانون».

## تقارير حقوق الإنسان

### وزارة خارجية الولايات المتحدة الأمريكية

#### تقرير ممارسات حقوق الإنسان عام 2017
الأطفال
لاحظ الاستعراض العديد من المخاوف، بما في ذلك التمييز ضد الفتيات. الأطفال المعوقين؛ الأطفال غير المسجلين واللاجئين والمهاجرين؛ والمثليات والمثليين ومزدوجي التوجه الجنسي والمتحولين جنسيا وثنائيي الجنس (LGBTI).

أعمال العنف والتمييز وغيرها من الانتهاكات القائمة على التوجه الجنسي والهوية الجندرية
يجرم القانون النشاط الجنسي المثلي بالتراضي، والذي يعاقب عليه بالإعدام أو الجلد أو بعقوبة أقل. لا يميز القانون بين النشاط الجنسي بالتراضي وبغير التراضي، وقد أبلغت المنظمات غير الحكومية أن عدم الوضوح هذا أدى إلى تعرض كل من الضحية والجاني للمسؤولية الجنائية بموجب القانون في حالات الاعتداء. لا يحظر القانون التمييز على أساس التوجه الجنسي والهوية الجندرية.
قامت قوات الأمن بمضايقة واعتقال واحتجاز الأفراد الذين يشتبه في كونهم مثليين أو متحولين جنسياً. في بعض الحالات، داهمت قوات الأمن المنازل وراقبت مواقع الإنترنت للحصول على معلومات عن الأشخاص المثليين. وكثيراً ما واجه المتهمون بـ «اللواط» محاكمات موجزة، ولم يتم الوفاء دائمًا بمعايير الإثبات. تعتبر العقوبة على النشاط الجنسي المثلي بين الرجال أشد من العقاب بين النساء. وفقًا لتقارير وسائل الإعلام الدولية والمحلية، في 13 أبريل/نيسان ، قُبض على 30 رجلاً على الأقل يشتبه في قيامهم بسلوك المثليين من قبل عملاء فيلق الحرس الثوري الإيراني في حفل خاص في مقاطعة أصفهان. وبحسب ما ورد أطلق العملاء أسلحة واستخدموا أجهزة التيسير الكهربائية أثناء المداهمة. وفقًا لمنظمة إيرانيان رايلروود فور كوير ريفيجيس (بالإنجليزية: Iranian Railroad for Queer Refugees)‏ التي تتخذ من كندا مقراً لها، وهي منظمة غير ربحية، فقد تم نقل المعتقلين إلى سجن دستجيرد في أصفهان، حيث تم نقلهم إلى ساحة السجن وقيل لهم إنهم سيتم إعدامهم. ولاحظت مجموعة 6Rang الناشطة في حقوق المثليين الإيرانية أنه بعد مداهمات مماثلة، تعرض المعتقلون والمتهمون على نحو مماثل إلى اختبارات «الشرج» أو «اللواط» وغيرها من المعاملة المهينة والشتائم الجنسية.
فرضت الحكومة الرقابة على جميع المواد المتعلقة بقضايا المثليين. قامت السلطات بشكل خاص بحظر المواقع أو المحتوى داخل المواقع التي ناقشت مشكلات مجتمع المثليين، بما في ذلك الرقابة على صفحات ويكيبيديا التي تدحدث عن مجتمع المثليين والمواضيع الأخرى ذات الصلة. كانت هناك منظمات غير حكومية نشطة وغير مسجلة لمجتمع المثليين في البلاد. لم تكن قوانين جرائم الكراهية أو غيرها من آليات العدالة الجنائية موجودة للمساعدة في مقاضاة الجرائم ذات الدوافع المتحيزة.
يشترط القانون على جميع المواطنين الذكور الذين تزيد أعمارهم عن 18 عامًا الخدمة في الجيش، لكنه يعفي النساء المثليات والمتحولات جنسياً، اللائي يصنفن على أنهن مصابات باضطرابات عقلية. أدرجت بطاقات هوية عسكرية جديدة الجزء الفرعي من القانون الذي يملي الإعفاء.
وفقا لمنظمة "6 Rang" حددت هذه الممارسة الرجال على أنهم مثليين أو متحولين جنسيا وتعرضهم لخطر الإيذاء الجسدي والتمييز.

قدمت الحكومة مساعدة مالية للمتحولين جنسياً في شكل منح تصل إلى 45 مليون ريال، وقروضاً تصل إلى 55 مليون ريال، وخضوعهم لعملية جراحة إعادة تحديد الجنس. بالإضافة إلى ذلك، طلبت وزارة التعاونيات والعمل والرعاية الاجتماعية من شركات التأمين الصحي تغطية تكاليف هذه الجراحة. يجوز للأفراد الذين خضعوا لجراحة إعادة تحديد الجنس تقديم التماس إلى المحكمة للحصول على وثائق هوية جديدة تحتوي على بيانات جنس مصححة، والتي قيل إن الحكومة قدمتها بكفاءة وشفافية. أفادت المنظمات غير الحكومية أن السلطات ضغطت على المثليين من أجل الخضوع لجراحة إعادة تحديد الجنس.

## ملخص
| قانونية النشاط الجنسي المثلي                                                                  | / (العقوبة: السجن ، الجلد ، الإعدام) |
| المساواة في السن القانوني للنشاط الجنسي                                                       | No |
| قوانين مكافحة التمييز في التوظيف                                                              | No |
| قوانين مكافحة التمييز في توفير السلع والخدمات                                                 | No |
| قوانين مكافحة التمييز في جميع المجالات الأخرى (تتضمن التمييز غير المباشر، خطاب الكراهية)      | No |
| قوانين مكافحة أشكال التمييز المعنية بالهوية الجندرية                                          | No |
| زواج المثليين                                                                                 | (حظر دستوري منذ عام 1991) |
| الاعتراف القانوني بالعلاقات المثلية                                                           | No |
| تبني أحد الشريكين للطفل البيولوجي للشريك الآخر                                                | No |
| التبني المشترك للأزواج المثليين                                                               | No |
| يسمح للمثليين والمثليات ومزدوجي التوجه الجنسي والمتحولين جنسيا بالخدمة علناً في القوات المسلحة | (استنادا إلى المادة 33 من لوائح الإعفاء الطبي للجيش، "الانحراف الأخلاقي و الجنسي، مثل تغيير الجنس" يعتبر سببا لإعفاء طبي من الخدمة العسكرية، وهي إلزامية للأفراد الذكور المؤهلين فوق سن 18 عاما. ووفقا ل لـ هيومن رايتس ووتش، "لإثبات" توجههم الجنسي أو هويتهم الجندرية، سيُطلب من الرجال الباحثين عن إعفاء عسكري على هذا الأساس الخضوع لاختبارات جسدية ونفسية "عديدة" "مهينة"، وقد تكون مكلفة، وقد يواجهون أيضا حواجز إدارية، مثل "قلة من الأطباء" لإجراء مثل هذه الاختبارات والأطباء الذين يرفضون إجراء هذه الاختبارات دون مرافقة الوالدين.) |
| الحق بتغيير الجنس القانوني                                                                    | (يطبق من خلال جراحة إعادة تحديد الجنس) |
| علاج التحويل محظور على القاصرين                                                               | No |
| الحصول على أطفال أنابيب للمثليات                                                              | No |
| الأمومة التلقائية للطفل بعد الولادة                                                           | No |
| تأجير الأرحام التجاري للأزواج المثليين من الذكور                                              | (غير قانوني للأزواج المغايرين كذلك) |
| السماح للرجال الذين مارسوا الجنس الشرجي التبرع بالدم                                          | No |